# Саодишарио
Саодишарио (груз. საოდიშარიო) — село в Грузии, на территории Сенакского муниципалитета края (мхаре) Самегрело-Верхняя Сванетия.

## География
Село находится в западной части Грузии, к востоку от реки Техури, на расстоянии приблизительно 3 километров (по прямой) к юго-востоку от города Сенаки, административного центра муниципалитета.

## Население
По результатам официальной переписи населения 2014 года в Саодишарио проживало 430 человек (203 мужчины и 227 женщин). В национальной структуре населения грузины составляли 99,8 %.
| Год  | Население, человек |
| ---- | ------------------ |
| 2002 | 790                |
| 2014 | ↘ 430              |